# Pico piramidal

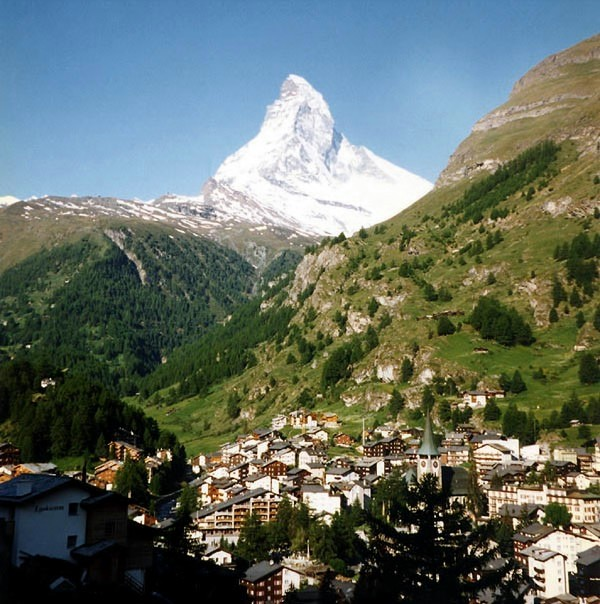
O Matterhorn, um cládsico pico piramidal

Um pico piramidal ou, na forma extrema, um corno glacial ou chifre glacial (glacial horn), é uma montanha que foi modificada por ação do gelo e das intempéries durante as glaciações. Se o uso não é ambíguo em contexto de montanha, pode sê-lo utilizando os termos mais simples de pico ou corno (horn).

## Formação

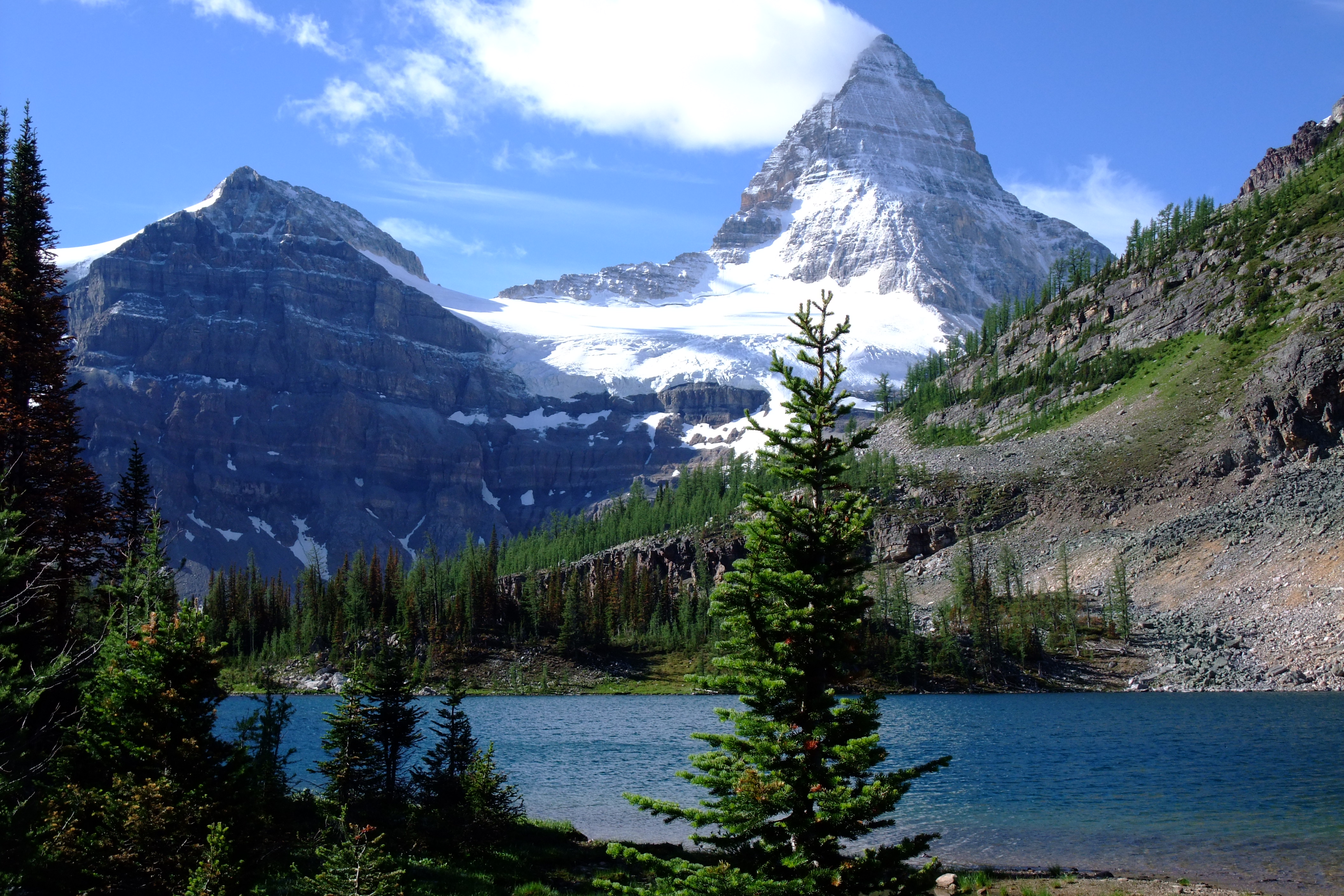
O monte Assiniboine visto do lago Sunburst

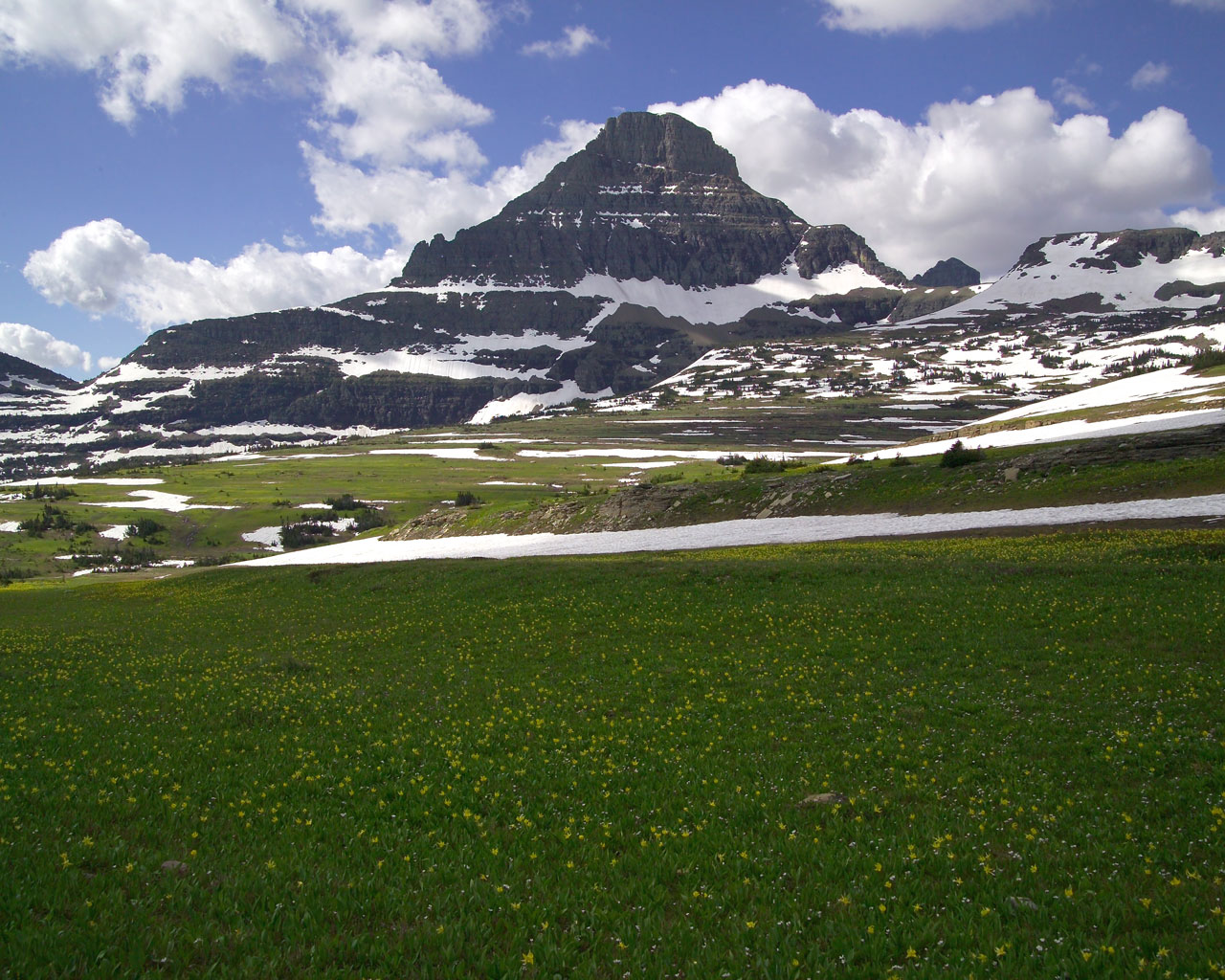
O monte Reynolds no passo Logan

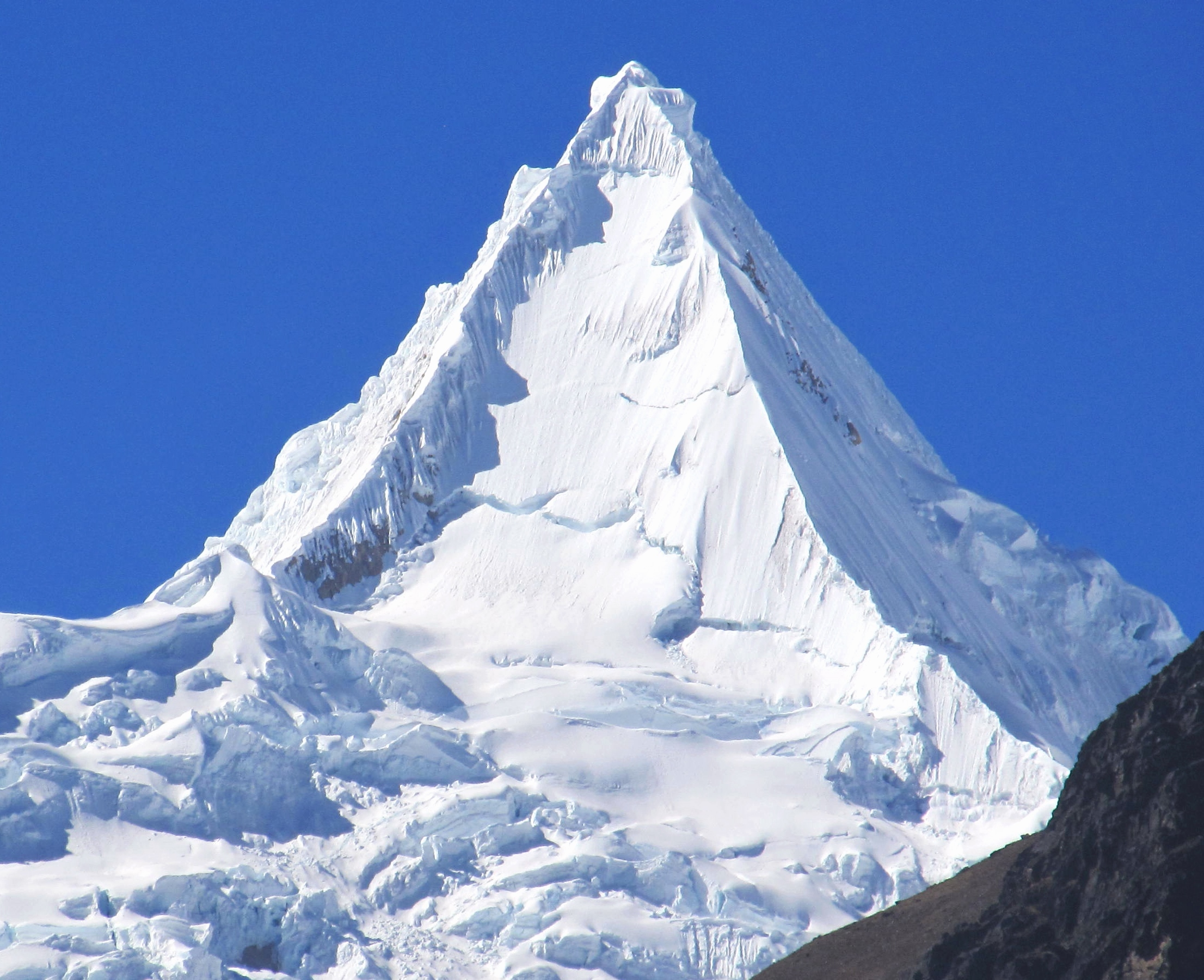
Alpamayo no Parque Nacional Huascarán, no Peru

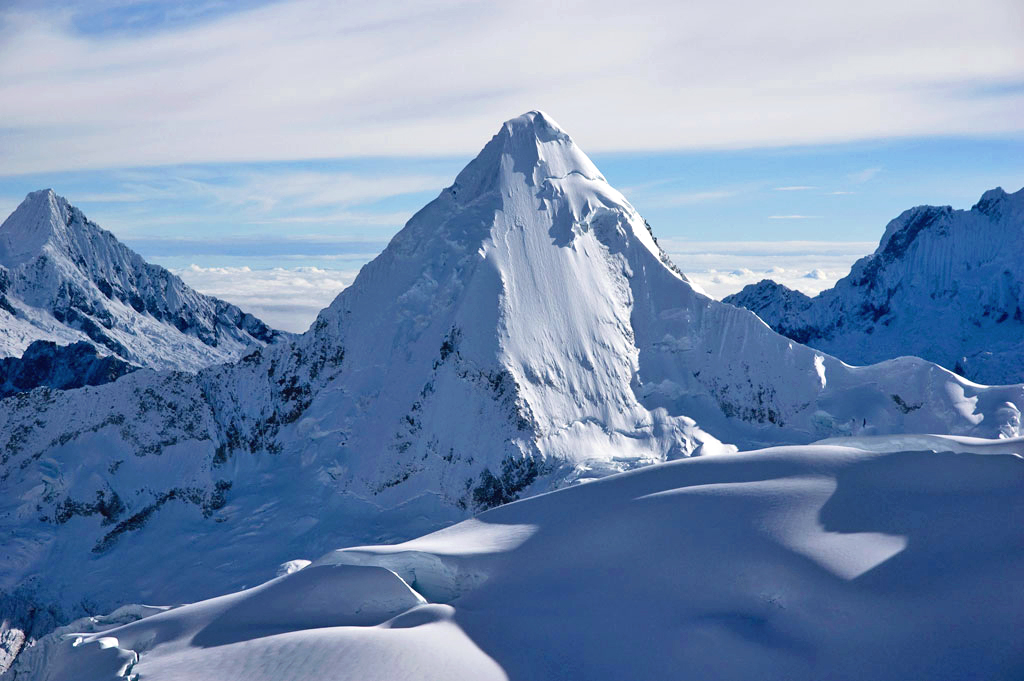
Artesonraju no Parque Nacional Huascarán, no Peru

Os campos de gelo no topo dos glaciares desenvolvem bacias nos lados da montanha, chamados circos glaciares, que têm características específicas. Têm um deslizamento rotacional que provoca erosão no fundo da bacia, mas não nas encostas,  causando a típica forma de bacia que também contribui para o desenvolvimento dos limites rochosos ou morenas que os separam das vertentes de fundo de vale, e podem manter lagos glaciais chamados tarns. Dado que os circos se formaram pelas glaciações em ambiente alpino, a parede posterior (headwall) e as cumeadas conhecidas como arestas tornam-se mais pronunciadas e definidas. Isto ocorre devido aos ciclos de congelação / descongelação e ao desgaste da massa sob a superfície de gelo. Supõe-se que uma causa comum para o pronunciamento da parede posterior (headwall) e a extensão para esta são as crevasses conhecidas como rimayas terminales (bergschrund) que se produzem entre o gelo em movimento e a parede posterior. Este é um lugar onde o arranque e a rotura têm sido vistos pelos observadores que exploram as crevasses. Um circo completo fica exposto quando o glaciar que estava no circo se derrete, após os períodos de glaciação no Pleistoceno. Quando há três ou mais destas paredes posteriores de circo e arestas, unem-se para formar um pico singular, com forma de pirâmide, com paredes muito escarpadas, a que se chama corno ou corno glacial. Trata-se de uma forma comum dos cumes das montanhas em áreas muito glaciadas. O número de faces que formam as vertentes de um corno (horn) depende do número de circos que participaram na sua formação, mas em geral não superam as três ou quatro.
No caso extremo, um corno glaciar pode ter vertentes quase verticais em todos os lados. Nos Alpes, horn é também o nome de picos muito expostos com paredes de inclinações entre 45-60º (por ecemplo, o corno do Kitzbühel).

## Exemplos
Alguns exemplos destacados de picos piramidais são:
- Matterhorn, ou Cervino, em Zermatt, na fronteira Itália-Suíça;
- Kitzsteinhorn perto de Kaprun em Salzburgo, Áustria;
- Weisshorn, na Suíça;
- Monte Branco (4.810 m), acima de Chamonix, no leste de França;
- Puy Mary, nos montes de Cantal (maciço central), França;
- Alpamayo, Artesonraju e Nevado Pirámide, no Parque Nacional Huascarán, no Peru
- Nevado Las Agujas, na Região de Los Ríos, Chile
- Monte Thielsen, no Oregon, Estados Unidos;
- Monte Wilbur, e Monte Reynolds, no Parque Nacional dos Glaciares, Montana, E.U.A.;
- Grand Teton (4.197 m), em Wyoming, E.U.A.;
- Stob Dearg (1.022 m), em Glencoe, Escócia;
- Monte Assiniboine (3.618 m), na Colúmbia Britânica, Canadá;
- monte Aspiring/Tititea (3.033 m), em Otago, Nova Zelândia
- Shivling (Garhwal Himalaya), no estado de Uttarakhand, Índia